# NBA Live
NBA Live es una saga de videojuegos de baloncesto de la compañía estadounidense Electronic Arts basada en la National Basketball League (NBA) de los Estados Unidos y Canadá, la más famosa liga de este deporte.
Desde su orígenes Electronic Arts había producido videojuegos deportivos incluyendo de baloncesto, pero fue en 1994 cuando decide sacar una saga consolidada: NBA Live. Sus primeras plataformas fueron PC, Super Nintendo y Sega Genesis, en perspectiva isométrica y en 2D. En 1996 salió al mercado una versión completamente 3D para PlayStation, que es la base que se ha seguido hasta la actualidad en las más modernas plataformas como PlayStation 2, Xbox, Gamecube o la más reciente versión para Xbox 360, Wii, PlayStation Portable y PlayStation 3.
A principios de 2010, EA Sports anunció que la serie, luego de 15 ediciones, cambiaría su nombre a NBA Elite, siendo NBA Elite 11, con Kevin Durant en la portada americana, la primera edición de la nueva franquicia el cual fue cancelado y continuando con el mismo nombre NBA Live 14. El NBA Live Mobile es un juego de plataforma móvil.

## Juegos
| Título          | Lanzamiento              | Plataformas                                                                    | Portada                                                                                                |
| --------------- | ------------------------ | ------------------------------------------------------------------------------ | --- |
| NBA Live 95     | 16 de diciembre de 1994  | Super NES, Genesis, DOS                                                        | Finales de la NBA de 1994 (Knicks vs. Rockets)                                                         |
| NBA Live 96     | 31 de diciembre de 1995  | Super NES, Genesis, DOS, PlayStation, Game Boy                                 | Finales de la NBA de 1995 (Rockets vs. Magic) (SNES and Genesis) Shaquille O'Neal (PC and PlayStation) |
| NBA Live 97     | 31 de octubre de 1996    | Super NES, Genesis, DOS, PlayStation, Saturn                                   | Mitch Richmond                                                                                         |
| NBA Live 98     | 17 de junio de 1997      | Super NES, Genesis, Windows, PlayStation, Saturn                               | Tim Hardaway                                                                                           |
| NBA Live 99     | 31 de octubre de 1998    | Windows, PlayStation, Nintendo 64                                              | Antoine Walker                                                                                         |
| NBA Live 2000   | 31 de octubre de 1999    | Windows, PlayStation, Nintendo 64                                              | Tim Duncan                                                                                             |
| NBA Live 2001   | 16 de octubre de 2000    | Windows, PlayStation 2, PlayStation                                            | Kevin Garnett Arvydas Sabonis                                                                          |
| NBA Live 2002   | 29 de octubre de 2001    | PlayStation 2, PlayStation, Xbox                                               | Steve Francis                                                                                          |
| NBA Live 2003   | 8 de octubre de 2002     | PlayStation 2, PlayStation, Xbox, GameCube, Windows                            | Jason Kidd                                                                                             |
| NBA Live 2004   | 14 de octubre de 2003    | PlayStation 2, Xbox, GameCube, Windows                                         | Vince Carter Raül López Tony Parker                                                                    |
| NBA Live 2005   | 28 de septiembre de 2004 | PlayStation 2, Xbox, GameCube, Windows                                         | Carmelo Anthony Tony Parker Pau Gasol                                                                  |
| NBA Live 06     | 26 de septiembre de 2005 | PlayStation 2, Xbox, GameCube, Windows, PlayStation Portable, Mobile, Xbox 360 | Dwyane Wade Yuta Tabuse Tony Parker Pau Gasol                                                          |
| NBA Live 07     | 25 de septiembre de 2006 | PlayStation 2, Xbox, Windows, PlayStation Portable, Mobile, Xbox 360           | Tracy McGrady Dirk Nowitzki Tony Parker Boris Diaw Pau Gasol                                           |
| NBA Live 08     | 1 de octubre de 2007     | PlayStation 3, PlayStation 2, PlayStation Portable, Xbox 360, Wii, Windows     | Gilbert Arenas Dirk Nowitzki Andrea Bargnani Pau Gasol Tony Parker Boris Diaw                          |
| NBA Live 09     | 7 de octubre de 2008     | PlayStation 3, PlayStation 2, PlayStation Portable, Xbox 360, Wii, Mobile      | Tony Parker Luol Deng Andrea Bargnani Pau Gasol                                                        |
| NBA Live 10     | 6 de octubre de 2009     | PlayStation 3, PlayStation Portable, Xbox 360, iOS                             | Dwight Howard Pau Gasol Luol Deng                                                                      |
| NBA Elite 11    | 5 de noviembre de 2010   | iOS, PS3                                                                       | Kevin Durant                                                                                           |
| NBA Live 13     | Cancelado en 2012        | Cancelado en 2012                                                              | Cancelado en 2012                                                                                      |
| NBA Live 14     | 19 de noviembre de 2013  | PlayStation 4, Xbox One                                                        | Kyrie Irving                                                                                           |
| NBA Live 15     | 28 de octubre de 2014    | PlayStation 4, Xbox One                                                        | Damian Lillard                                                                                         |
| NBA Live 16     | 29 de septiembre de 2015 | PlayStation 4, Xbox One                                                        | Russell Westbrook                                                                                      |
| NBA Live Mobile | 6 de julio de 2016       | Android, iOS                                                                   | Russell Westbrook James Harden Allen Iverson Joel Embiid                                               |
| NBA Live 18     | 15 de septiembre de 2017 | PlayStation 4, Xbox One                                                        | James Harden                                                                                           |
| NBA Live 19     | 7 de septiembre de 2018  | PlayStation 4, Xbox One                                                        | Joel Embiid                                                                                            |
| NBA Live 20     | Cancelado en 2019        | Cancelado en 2019                                                              | Cancelado en 2019                                                                                      |
| NBA Live 21     | Cancelado en 2020        | Cancelado en 2020                                                              | Cancelado en 2020                                                                                      |